# Желтолопастный серёжчатый медосос
Желтолопастный серёжчатый медосос (лат. Anthochaera paradoxa) — вид воробьиных птиц из семейства медососовых (Meliphagidae), обитающий на Тасмании и острове Кинг.

## Описание
Птица длиной 45 см и весом 175 г, это самый крупный вид медососов, при этом самки значительно меньше самцов. Это стройная, нерасторопная птица с характерным, длинным хвостом и сильным клювом. Оперение в коричневых и белых пятнах, верхняя сторона более тёмная, нижняя сторона окрашена светлее. На брюхе имеется жёлтое пятно. На каждой щеке имеется продолговатые жёлтые полоски кожи, которые увеличиваются в период гнездования, становясь более красочными.

## Местообитание
Распространены на Тасмании, особенно в восточных и центральных районах. Иногда встречаются на острове Кинг.
Птица живёт на высоте до 1350 метров над уровнем моря. Она обитает в эвкалиптовых лесах, а также в пустоши на побережье и садах.

## Поведение
Желтолопастный серёжчатый медосос ищет стаями в эвкалиптовых рощах насекомых и нектар. У агрессивной и громкой птицы характерный, грубый, каркающий призыв.

## Размножение
Птица строит открытое чашеобразное гнездо из веток, листьев и коры в высокой, направленной вверх развилине ветвей. Высиживание 2—3 яиц продолжается 16 дней. Выкармливание выводка продолжается 21 день.